# Jeh Johnson
Jeh Charles Johnson (Nueva York, 11 de septiembre de 1957) es un estadounidense, abogado penal, que fue el Secretario de Seguridad Nacional de los Estados Unidos. Fue el asesor general del Departamento de Defensa desde 2009 hasta 2012, durante el primer gobierno de Obama. Johnson se graduó en la Universidad de Morehouse y en la Escuela de Derecho de Columbia (J.D.), y es el nieto de sociólogo y presidente de la Universidad de Fisk, Dr. Charles S. Johnson.
El primer nombre de Johnson se toma de un jefe Liberiano, que al parecer salvó la vida de su abuelo, mientras estaba en una misión de la Sociedad de las Naciones para Liberia en 1930.

## Carrera
Johnson sirvió como asistente de abogado de los Estados Unidos en el Distrito Sur de Nueva York desde 1989 a 1991. En 1998 hasta el 2001, fue asesor general del Departamento de la Fuerza Aérea bajo la presidencia de Bill Clinton. Antes de su nombramiento como consejero general del Departamento de Defensa, Johnson fue socio en el bufete de abogados de Nueva York Paul, Weiss, Rifkind, Wharton & Garrison, en donde fue elegido como el primer socio negro y al cual regresaba después de sus cuatro años en el Departamento de Defensa. Fue elegido miembro de la American College of Trial Lawyers en 2004.
El 8 de enero de 2009, fue nombrado por el presidente Barack Obama para ser consejero general en el Departamento de Defensa. En diciembre de 2012, renunció a este cargo para regresar a la práctica privada.
Diez meses más tarde, el 18 de octubre de 2013, Johnson fue nominado por el presidente Obama para ser Secretario de Seguridad Nacional.

## Familia
Johnson nació en la ciudad de Nueva York, el hijo de Norma (Edelin), quién trabajó para Planned Parenthood, y Jeh Vincent Johnson, un arquitecto.
El 18 de marzo de 1994, Johnson se casó con Susan Maureen DiMarco, una dentista, en la Iglesia de Corpus Christi (Nueva York). La pareja creció a través de las calles de Wappingers Falls, NY. Tienen dos niños, Natalie Johnson y Jeh Charles Johnson, Jr.

## Participación en Partido Demócrata
Johnson estuvo activo en la política del Partido Demócrata, como un recaudador de fondos y asesor de campañas presidenciales. Johnson sirvió como asesor especial en la campaña presidencial de John Kerry en 2004, y fue un partidario de la campaña presidencial de Barack Obama, como asesor de política exterior y como un miembro de su comité financiero nacional.

## Asesor General del Departamento de Defensa

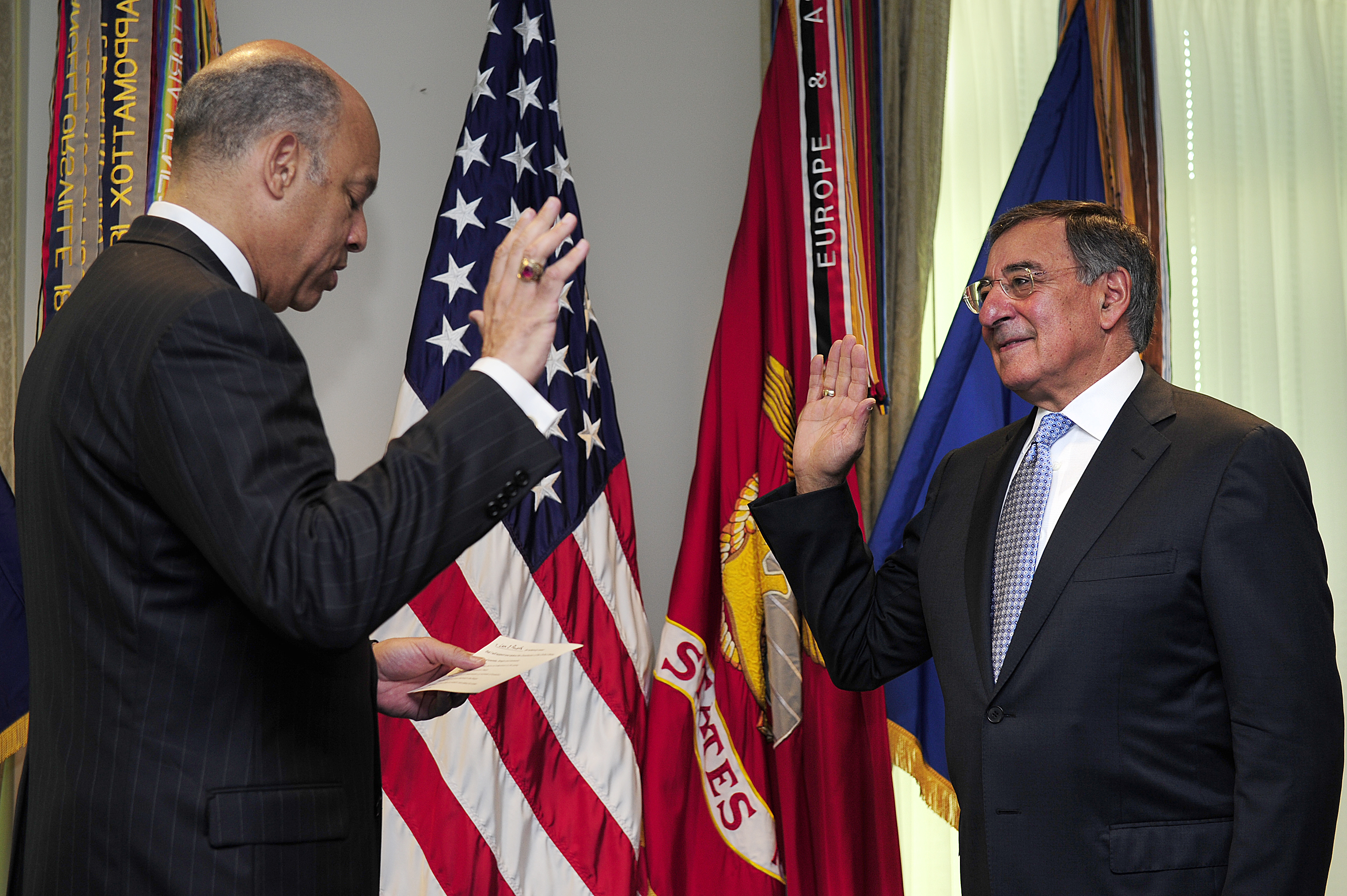
Johnson jura en Leon Panetta como Secretario de laDefensa.

El 8 de enero de 2009, el presidente electo Barack Obama anunció el nombramiento de Johnson como Asesor General del Departamento de Defensa. El 9 de febrero de 2009, fue confirmado por el Senado.
Robert Gates, secretario de Defensa de los presidentes George W. Bush y Obama, dijo que Johnson "demostró ser el mejor abogado que he trabajado en el gobierno, un hombre sencillo, hombre de la franqueza de gran integridad, con un sentido común para quemar y una buen sentido del humor", y que el "era de confianza y lo respetaba como a ningún otro abogado que yo nunca había trabajado. "

## Departamento de Seguridad Nacional
Johnson estuvo nominado por Presidente Barack Obama para ser el cuarto Secretario de EE. UU. de Seguridad de Patria en octubre de 2013, y era posteriormente confirmado el 16 de diciembre de 2013, por el Senado de EE. UU. con un voto de 78–16. Este fue juramentado el 23 de diciembre de 2013. The Washington Post informó "Johnson, un afroestadounidense, traería diversidad racial más lejana al gabinete de Obama."[cita requerida]